# Herman Jacob Roelvink
Herman Jacob Roelvink (Hardinxveld, 28 september 1889 – Zeist, 23 mei 1967) was een Nederlands politicus van de Partij van de Vrijheid. 
Hij werd geboren als zoon van Jan Floris Roelvink (1858-1938) en Margaretha Anna Willink (1863-1911). Zijn vader was van 1887 tot 1892 burgemeester van Hardinxveld en daarna gemeente-ontvanger in Winterswijk. Zelf was hij ambtenaar bij de gemeentesecretarie van Naaldwijk voor hij eind 1918 benoemd werd tot burgemeester van de Zeeuwse gemeente Zonnemaire. In 1946 werd Roelvink daarnaast benoemd tot burgemeester van Noordgouwe maar die benoeming werd kort daarop weer ingetrokken. Hij ging in 1954 met pensioen maar bleef nog tot 1958 aan als waarnemend burgemeester van Zonnemaire. Roelvink overleed in 1967 op 77-jarige leeftijd. 